# Takuya Yoshikawa
Takuya Yoshikawa (født 1. september 1988) er en japansk fodboldspiller.
Han har spillet for flere forskellige klubber i sin karriere, herunder Kataller Toyama og Zweigen Kanazawa.